# Erinus
Erinus (hrv. erinus; lat. Erinus), biljni rod iz porodice trpučevki, dio tribusa 	Digitalideae. Sastoji se od dvije vrste trajnica iz Staroga svijeta (Europa i sjeverozapadna Afrika).

## Opis
Rod je opisan u Sp. Pl.: 630, 1753.. Tipična vrsta je polu-zimzelena trajnica koja tvori svežanj malih rozeta usko duguljastih listova i uzdižućih lisnatih stabljika do 10 cm, koje na vrhu nose grozdove malih, blijedoljubičasto-ružičastih cvjetova širine 8 mm.. “Alpski erinus” (ili “alpski balzam”) uzgaja se i kao ukrasna biljka, i postoje njegovi kultivari, među kojima 'Doctor Hähnle' 

## Vrste
1. Erinus alpinus L.; Švicarska; Lihtenštajn; Austrija; Španjolska; Andora; Baleari; Francuska; Sardinija; Italija; Maroko; Alžir.
2. Erinus thibaudii Jahand. & Maire; marokanski endem.

## Sinonimi
- Dortiguea Bubani; Fl. Pyren. 1: 305 (1897)